# Бжозова (Монькский повет)
Бжозова (пол. Brzozowa) — деревня в Монькском повете Подляского воеводства Польши. Входит в состав гмины Ясвилы. По данным переписи 2011 года, в деревне проживало 560 человек.

## География
Деревня расположена на северо-востоке Польши, на левом берегу реки Бжозувка (приток реки Бебжа), на расстоянии приблизительно 20 километров к северо-востоку от города Моньки, административного центра повета. Абсолютная высота — 133 метра над уровнем моря. К востоку от населённого пункта проходит национальная автодорога 8 (E 67).

## История
В конце XVIII века деревня входила в состав Бельского повета Подляшского воеводства Королевства Польского.

Согласно «Указателю населенным местностям Гродненской губернии, с относящимися к ним необходимыми сведениями», в 1905 году в деревне Березово проживало 986 человек. В административном отношении деревня входила в состав Ясвильской волости Белостокского уезда (4-го стана).

В период с 1975 по 1998 годы Бжозова являлась частью Белостокского воеводства.

## Достопримечательности
- Кладбище, XVII век